# Wola Nowska
Wola Nowska [pronunciación en polaco: /ˈvɔla ˈnɔfska/] es un pueblo ubicado en el distrito administrativo de Gmina Krośniewice, dentro del Distrito de Kutno, Voivodato de Łódź, en Polonia central. Se encuentra aproximadamente a 4 kilómetros al sureste de Krośniewice, a 12 kilómetros al oeste de Kutno, y a 54 kilómetros al norte de la capital regional Łódź.